# ميغيل سابوجنيك
ميغيل سابوجنيك (بالإنجليزية: Miguel Sapochnik)‏ (ولد في يوليو 1974) هو مخرج أفلام ومخرج تلفزيوني أمريكي من أصل أرجنتيني. يُعرف بأنه مخرج الفيلم الطويل المستردون، ومخرجٌ لعدّة حلقاتٍ من مسلسل شبكة إتش بي أو صراع العروش، والذي أهّله لنيل جائزة أفضل إخراج لمسلسل دراما ‏ في حفل توزيع جوائز الإيمي الثامن والستون وجائزة نقابة مخرجي أمريكا لأفضل إخراج - مسلسل دراما.

## قائمة الأعمال

### الأفلام
| السنة       | العنوان   | ملاحظات |
| ----------- | --------- | ------- |
| 2010        | المستردون |         |
| سيُعلن لاحقاً | Bios      | [ 3 ]   |

### التلفزيون
| السنة | المسلسل            | الموسم                 | عنوان الحلقة                            | الحلقة | ملاحظات |
| ----- | ------------------ | ---------------------- | --------------------------------------- | ------ | --- |
| 2011  | هاوس               | 7                      | "Larger Than Life"                      | 9      | |
| 2011  | هاوس               | 7                      | "Family Practice"                       | 11     | |
| 2011  | هاوس               | 7                      | "After Hours"                           | 22     | |
| 2011  | فرينج              | 4                      | "Alone in the World"                    | 3      | |
| 2011  | هاوس               | 8                      | "Dead & Buried"                         | 7      | |
| 2012  | هاوس               | 8                      | "Gut Check"                             | 16     | |
| 2012  | هاوس               | 8                      | "Holding On"                            | 21     | |
| 2012  | Awake              | 1                      | "Turtles All the Way Down"              | 13     | |
| 2012  | السماوات المتساقطة | 2                      | "Young Bloods"                          | 4      | |
| 2012  | فرينج              | 5                      | "Transilience Thought Unifier Model-11" | 1      | أخرجها مع جينوت سزوارك |
| 2013  | تحت القبة          | 1                      | "Imperfect Circles"                     | 7      | |
| 2013  | ريفلوشن            | 1                      | "Ghosts"                                | 12     | |
| 2013  | بانشي              | 1                      | "Always the Cowboy"                     | 9      | |
| 2013  | بانشي              | 1                      | "A Mixture of Madness"                  | 10     | |
| 2014  | Mind Games         | 1                      | "Pilot"                                 | 1      | |
| 2014  | Extant             | 1                      | "Ascension"                             | 13     | |
| 2015  | صراع العروش        | صراع العروش (الموسم 5) | "الهدية (صراع العروش)"                  | 7      | |
| 2015  | صراع العروش        | صراع العروش (الموسم 5) | "هاردهوم"                               | 8      | |
| 2015  | Masters of Sex     | 3                      | "The Excitement of Release"             | 3      | |
| 2015  | محقق فذ            | 2                      | "Church in Ruins"                       | 6      | |
| 2016  | صراع العروش        | 6                      | "معركة النغلين"                         | 9      | جائزة إيمي برايم تايم لأفضل إخراج لمسلسل درامي ‏ جائزة نقابة المخرجين في أمريكا عن فئة الإخراج المبهر - مسلسل درامي ‏ ترشيح—جائزة هوغو لأفضل عمل درامي, Short Form |
| 2016  | صراع العروش        | 6                      | "رياح الشتاء"                           | 10     | |
| 2017  | القبضة الحديدية    | 1                      | "Eight Diagram Dragon Palm"             | 4      | |
| 2018  | الكربون المعدل     | 1                      | "Out of the Past"                       | 1      | |
| 2019  | صراع العروش        | 8                      |                                         | 3      | |
| 2019  | صراع العروش        | 8                      | 5                                       |        | |

## وصلات خارجية
- ميغيل سابوجنيك على موقع IMDb (الإنجليزية)
- ميغيل سابوجنيك على موقع ألو سيني (الفرنسية)
- ميغيل سابوجنيك على موقع أول موفي (الإنجليزية)
- ميغيل سابوجنيك على موقع قاعدة بيانات الأفلام السويدية (السويدية)
- ميغيل سابوجنيك على موقع قاعدة بيانات الفيلم (الإنجليزية)
- ميغيل سابوجنيك على موقع كينوبويسك (الروسية)